# 팬섭

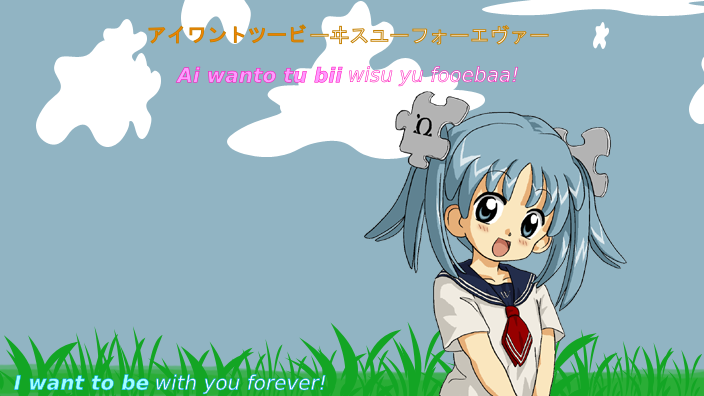
애니메이션 팬섭에서 일반적인 가라오케의 예시

팬섭(Fansub, fan-subtitled의 준말)은 영상 작품에 팬이 자막을 붙이는 것을 말한다. 팬섭의 전형적인 예는 일본 애니메이션에 영어, 한국어 등의 자막을 붙인 것이다.
팬섭은 외국 영화 또는 외국 TV 프로그램(일반적으로 애니메이션 또는 도라마)의 버전으로 팬이 번역하고(유료 전문가가 수행하는 공식 라이선스 번역과 반대) 일반적으로 언어로 자막이 표시된다.

## 과정
팬구독을 만드는 행위를 팬서빙이라고 하며 팬서버가 수행한다. 팬 구독자는 일반적으로 작업을 나누기 위해 그룹을 형성한다. 팬서브 자료의 최초 배포 매체는 VHS와 베타맥스 테이프였다.
초기 팬서브는 아날로그 비디오 편집 장비를 사용하여 제작되었다. 첫째, 가장 일반적으로 상업용 레이저 디스크에서 원본 소스 자료 또는 원본의 복사본을 얻었다. VHS 테이프나 직접 만든 녹음도 사용할 수 있지만 완성된 제품의 품질이 낮아진다. 그런 다음 대화는 대화와 일치하도록 시간이 맞춰진 스크립트로 번역되었으며 모양에 맞게 조판되었다. 이 프로세스에 사용된 가장 인기 있는 두 가지 프로그램은 Amiga용 JACOsub와 마이크로소프트 윈도우용 Substation Alpha였다.
다음 단계는 하나 이상의 마스터, 즉 많은 배포 복사본을 만들 수 있는 완성된 팬서브의 고품질 복사본을 제작하는 것이었다. 팬수버는 자막을 생성하기 위해 젠록이 장착된 컴퓨터를 통해 원시 비디오를 재생한 다음 이를 원시 신호에 오버레이했다. 가장 자주 사용되는 하드웨어는 Amiga 컴퓨터였다. 대부분의 전문 젠록은 엄청나게 비쌌기 때문이다. 그런 다음 배열의 최종 출력이 녹음되었다. 마스터는 품질을 극대화하기 위해 S-VHS 테이프에 가장 자주 녹음되었지만 일부 팬들은 덜 비싼 VHS 또는 베타를 사용했다. 완료되면 마스터 사본이 배포자에게 전송되었다.

## 같이 보기
- 스캔레이션